# EU-Music (Fernsehsender)
EU Music ist ein ukrainischer Musikfernsehsender, der europäische Popmusik ausstrahlt.

## Geschichte
Der Inhalt des Fernsehsenders bestand ursprünglich ganz oder teilweise aus russischer Musik (früherer Name RU-Musik). Seit dem 1. November 2015 konzentriert sich der Sender nach der Umbenennung in „EU Music“ auf europäische Popmusik.
Am 15. Januar 2015 begann „RU Music“ mit der Ausstrahlung im HDTV-1080i-Format.
Am 1. Mai 2016 stellte der Fernsehsender die Satellitenübertragung auf dem Territorium der Ukraine ein.
Seit dem 18. Januar 2018 ist EU Music Mitglied der „Ukrainian Television Association“.

## Logos

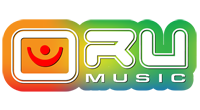
Eines der früheren Logo
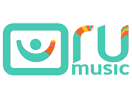
2014–2015
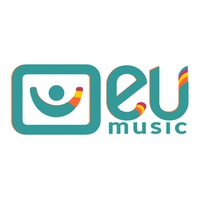
Seit 2015

## Auszeichnungen
- 2009 – Media & Sat Leaders
- 2011 – Goldene Feder (Золоте перо)
- 2011 – Kristallmikrofon (Кришталевий мікрофон)